# Czołówka (wojsko)
Czołówka – jednostka specjalna, czyli wydzielone siły i środki, wysunięte do przodu w celu wykonania doraźnego zadania, przykładowo by zaopatrzyć wojska i żołnierzy w zakresie materiałowym, technicznym, leczniczo-sanitarnym itp.
Czołówki, w zależności od przeznaczenia, rozróżnia się na:
- sanitarne;
- amunicyjne;
- żywnościowe;
- naprawcze (remontowe);
- filmowe[1].

W zależności od szczebla organizacyjnego, istnieją czołówki:
- frontowe;
- armijne;
- dywizyjne[1];
- brygadowe;
- pułkowe;
- batalionowe;
- kompanijne.